# Préfectures d'Iran
 (décembre 2023).
Si vous disposez d'ouvrages ou d'articles de référence ou si vous connaissez des sites web de qualité traitant du thème abordé ici, merci de compléter l'article en donnant les références utiles à sa vérifiabilité et en les liant à la section « Notes et références ».

Préfectures de l'Iran.

Les préfectures de l'Iran, appelées shahrestan en persan, sont les divisions administratives de deuxième niveau de l’État iranien, juste au-dessous des provinces (ostan). Généralement, une préfecture consiste en une ville de taille importante (chef-lieu), entourée par une ou plusieurs villes de plus petite taille ainsi que des agglomérations rurales.
Le mot shahrestan est une combinaison des mots « shahr » (ville) et « ostan » (province). Ce mot signifie « ville provinciale ». Le mot préfecture est une traduction directe du mot persan « farmandari », qui est l’autre appellation de ces divisions. Une autre traduction du mot persan shahrestan est « comté ».

## Histoire
Les préfectures au sens moderne furent créées en 1938 par l’administration de Reza Chah, pour remplacer les vilayet (« velayat ») hérités de l’époque qâdjâre. Ces divisions représentaient l’administration locale autour des principales villes, juste en dessous des provinces (ostan) qui remplacèrent les eyalets. À l’époque, les préfectures étaient au nombre de 49 (au sein des 10 provinces initiales), et depuis, leur nombre n’a cessé de croître avec l’urbanisation rapide du pays. En avril 2013, l’Iran comte 417 préfectures (pour 31 provinces). Entre janvier 2012 et février 2013, 20 nouvelles préfectures ont été créées. Parmi les provinces de l'Iran, le Fars est celle qui a le plus grand nombre de préfectures (29), tandis que la province de Semnan n’en compte que 8 et celle de Qom seulement une.

## Administration
Chaque préfecture dispose d'un bureau administratif appelé « Farmandari ». La préfecture coordonne différentes agences gouvernementales locales. Le préfet (« Farmandar » en persan), est le gouverneur de la préfecture.

## Sous-divisions
Les préfectures sont divisées en une ou plusieurs sous-préfectures ou districts (« Bakhch » en persan), avec chacune une ville comme chef-lieu. La ville la plus importante de la préfecture est également le chef-lieu de l’arrondissement central (« Markazi »). Les sous-préfectures portent les noms de leurs chefs-lieux. Les arrondissements comprennent également des communes rurales (« Dehestan » en persan), qui sont des regroupements de villages voisins. Quand la population du chef-lieu d’une sous-préfecture croît significativement, la sous-préfecture est élevée au rang de préfecture.

## Population
En 2011, la population moyenne des préfectures est d’environ 180 000 habitants. La préfecture la plus peuplée est celle de Téhéran avec 8 293 140 habitants et qui contient la majeure partie de la municipalité de Téhéran (qui, cas unique, s’étale également sur les préfectures de Ray (en), de Chemiran et d’Eslamchahr). La moins peuplée est celle d’Abou Moussa (archipel du Golfe Persique), avec 5 263 habitants.

## Liste des préfectures par province
Les capitales provinciales sont indiquées en gras.
| Province                     | Nombre de préfectures | Nom                    | Capitale              | Carte |
| ---------------------------- | --------------------- | ---------------------- | --------------------- | ----- |
| Alborz                       | 6                     | Echtehard              | Echtehard             |       |
| Alborz                       | 6                     | Fardis                 | Fardis                |       |
| Alborz                       | 6                     | Karaj                  | Karaj                 |       |
| Alborz                       | 6                     | Nazarabad              | Nazarabad             |       |
| Alborz                       | 6                     | Savojbolagh            | Hashtgerd             |       |
| Alborz                       | 6                     | Taléghan               | Taléghan              |       |
| Ardabil                      | 10                    | Ardabil                | Ardabil               |       |
| Ardabil                      | 10                    | Bileh Savar            | Bileh Savar           |       |
| Ardabil                      | 10                    | Germi                  | Germi                 |       |
| Ardabil                      | 10                    | Khalkhal               | Khalkhal              |       |
| Ardabil                      | 10                    | Kowsar                 | Kivi                  |       |
| Ardabil                      | 10                    | Mechguine-Chahr        | Mechguine-Chahr       |       |
| Ardabil                      | 10                    | Namin                  | Namin                 |       |
| Ardabil                      | 10                    | Nir                    | Nir                   |       |
| Ardabil                      | 10                    | Parsabad               | Parsabad              |       |
| Ardabil                      | 10                    | Sareyn                 | Sareyn                |       |
| Azerbaïdjan occidental       | 17                    | Bukan                  | Bukan                 |       |
| Azerbaïdjan occidental       | 17                    | Khoy                   | Khoy                  |       |
| Azerbaïdjan occidental       | 17                    | Mahabad                | Mahabad               |       |
| Azerbaïdjan occidental       | 17                    | Makou                  | Makou                 |       |
| Azerbaïdjan occidental       | 17                    | Miandoab               | Miandoab              |       |
| Azerbaïdjan occidental       | 17                    | Naghadeh               | Naghadeh              |       |
| Azerbaïdjan occidental       | 17                    | Ochnaviyeh             | Ochnaviyeh            |       |
| Azerbaïdjan occidental       | 17                    | Piranchahr             | Piranchahr            |       |
| Azerbaïdjan occidental       | 17                    | Poldacht               | Poldacht              |       |
| Azerbaïdjan occidental       | 17                    | Salmas                 | Salmas                |       |
| Azerbaïdjan occidental       | 17                    | Sardacht               | Sardacht              |       |
| Azerbaïdjan occidental       | 17                    | Chahin Dej             | Chahin Dej            |       |
| Azerbaïdjan occidental       | 17                    | Showt                  | Showt                 |       |
| Azerbaïdjan occidental       | 17                    | Takab                  | Takab                 |       |
| Azerbaïdjan occidental       | 17                    | Tchaldoran             | Siah Cheshmeh         |       |
| Azerbaïdjan occidental       | 17                    | Tchaypareh             | Qarah Zia od Din      |       |
| Azerbaïdjan occidental       | 17                    | Ourmia                 | Ourmia                |       |
| Azerbaïdjan oriental         | 21                    | Ahar                   | Ahar                  |       |
| Azerbaïdjan oriental         | 21                    | Ajab Shir              | Ajab Shir             |       |
| Azerbaïdjan oriental         | 21                    | Azarshahr              | Azarshahr             |       |
| Azerbaïdjan oriental         | 21                    | Bonab                  | Bonab                 |       |
| Azerbaïdjan oriental         | 21                    | Bostanabad             | Bostanabad            |       |
| Azerbaïdjan oriental         | 21                    | Charuymaq              | Qarah Aghaj           |       |
| Azerbaïdjan oriental         | 21                    | Hachtroud              | Hachtroud             |       |
| Azerbaïdjan oriental         | 21                    | Heris                  | Heris                 |       |
| Azerbaïdjan oriental         | 21                    | Hurand                 | Hurand                |       |
| Azerbaïdjan oriental         | 21                    | Djolfa                 | Djolfa                |       |
| Azerbaïdjan oriental         | 21                    | Kaleybar               | Kaleybar              |       |
| Azerbaïdjan oriental         | 21                    | Khoda Afarin           | Khomarlu              |       |
| Azerbaïdjan oriental         | 21                    | Malekan                | Malekan               |       |
| Azerbaïdjan oriental         | 21                    | Maragheh               | Maragheh              |       |
| Azerbaïdjan oriental         | 21                    | Marand                 | Marand                |       |
| Azerbaïdjan oriental         | 21                    | Mianeh                 | Mianeh                |       |
| Azerbaïdjan oriental         | 21                    | Osku                   | Osku                  |       |
| Azerbaïdjan oriental         | 21                    | Sarab                  | Sarab                 |       |
| Azerbaïdjan oriental         | 21                    | Shabestar              | Shabestar             |       |
| Azerbaïdjan oriental         | 21                    | Tabriz                 | Tabriz                |       |
| Azerbaïdjan oriental         | 21                    | Varzaqan               | Varzaqan              |       |
| Bouchehr                     | 10                    | Assalouyeh             | Assalouyeh            |       |
| Bouchehr                     | 10                    | Bouchehr               | Bouchehr              |       |
| Bouchehr                     | 10                    | Dachtestan             | Borazdjan             |       |
| Bouchehr                     | 10                    | Dachti (en)            | Khormoj               |       |
| Bouchehr                     | 10                    | Deyr                   | Bandar-e Deyr         |       |
| Bouchehr                     | 10                    | Deylam                 | Bandar Deylam         |       |
| Bouchehr                     | 10                    | Ganaveh                | Bandar Ganaveh        |       |
| Bouchehr                     | 10                    | Djam                   | Djam                  |       |
| Bouchehr                     | 10                    | Kangan                 | Bandar Kangan         |       |
| Bouchehr                     | 10                    | Tanguestan             | Ahram                 |       |
| Fars                         | 36                    | Abadé                  | Abadé                 |       |
| Fars                         | 36                    | Abadé Tachk            | Abadé Tachk           |       |
| Fars                         | 36                    | Arsandjan              | Arsandjan             |       |
| Fars                         | 36                    | Bavanat                | Surian                |       |
| Fars                         | 36                    | Beyza                  | Beyza                 |       |
| Fars                         | 36                    | Chenar Shahijan        | Qaemiyeh              |       |
| Fars                         | 36                    | Darab                  | Darab                 |       |
| Fars                         | 36                    | Eghlid                 | Eghlid                |       |
| Fars                         | 36                    | Estahban               | Estahban              |       |
| Fars                         | 36                    | Evaz                   | Evaz                  |       |
| Fars                         | 36                    | Farashband             | Farachband            |       |
| Fars                         | 36                    | Fasa                   | Fasa                  |       |
| Fars                         | 36                    | Firouzabad             | Firouzabad            |       |
| Fars                         | 36                    | Gerach                 | Gerach                |       |
| Fars                         | 36                    | Djahrom                | Djahrom               |       |
| Fars                         | 36                    | Kavar                  | Kavar                 |       |
| Fars                         | 36                    | Kazerun                | Kazeroun              |       |
| Fars                         | 36                    | Khafr                  | Bab Anar              |       |
| Fars                         | 36                    | Kharameh               | Kharameh              |       |
| Fars                         | 36                    | Khonj                  | Khonj                 |       |
| Fars                         | 36                    | Khorrambid             | Safashahr             |       |
| Fars                         | 36                    | Lamerd                 | Lamerd                |       |
| Fars                         | 36                    | Laristan               | Lar                   |       |
| Fars                         | 36                    | Mamasani               | Nurabad               |       |
| Fars                         | 36                    | Marvdacht              | Marvdacht             |       |
| Fars                         | 36                    | Mohr                   | Mohr                  |       |
| Fars                         | 36                    | Neyriz                 | Neyriz                |       |
| Fars                         | 36                    | Pasargad               | Saadat Shahr          |       |
| Fars                         | 36                    | Qir et Karzin          | Qir                   |       |
| Fars                         | 36                    | Rostam                 | Masiri                |       |
| Fars                         | 36                    | Sarchehan              | Korehi                |       |
| Fars                         | 36                    | Sarvestan              | Sarvestan             |       |
| Fars                         | 36                    | Sepidan                | Ardakan               |       |
| Fars                         | 36                    | Chiraz                 | Chiraz                |       |
| Fars                         | 36                    | Zarqan                 | Zarqan                |       |
| Fars                         | 36                    | Zarrine-Dacht          | Hajjiabad             |       |
| Guilan                       | 16                    | Amlach                 | Amlach                |       |
| Guilan                       | 16                    | Astaneh-ye Achrafiyeh  | Astaneh-ye Achrafiyeh |       |
| Guilan                       | 16                    | Astara                 | Astara                |       |
| Guilan                       | 16                    | Bandar-e Anzali        | Bandar-e Anzali       |       |
| Guilan                       | 16                    | Fouman                 | Fouman                |       |
| Guilan                       | 16                    | Lahidjan               | Lahidjan              |       |
| Guilan                       | 16                    | Langaroud              | Langaroud             |       |
| Guilan                       | 16                    | Massal                 | Massal                |       |
| Guilan                       | 16                    | Rasht                  | Rasht                 |       |
| Guilan                       | 16                    | Rezvanchahr            | Rezvanshahr           |       |
| Guilan                       | 16                    | Roudbar                | Roudbar               |       |
| Guilan                       | 16                    | Roudsar                | Roudsar               |       |
| Guilan                       | 16                    | Shaft                  | Shaft                 |       |
| Guilan                       | 16                    | Siahkal                | Siahkal               |       |
| Guilan                       | 16                    | Sowme'eh Sara          | Sowme'eh Sara         |       |
| Guilan                       | 16                    | Talesh                 | Hashtpar              |       |
| Golestan                     | 14                    | Aliabad                | Aliabad-e Katul       |       |
| Golestan                     | 14                    | Aqqala                 | Aqqala                |       |
| Golestan                     | 14                    | Azadshahr              | Azadshahr             |       |
| Golestan                     | 14                    | Bandar-e Gaz           | Bandar-e Gaz          |       |
| Golestan                     | 14                    | Galikash               | Galikash              |       |
| Golestan                     | 14                    | Gomishan               | Gomīshān              |       |
| Golestan                     | 14                    | Gonbad-e Qabous        | Gonbad-e Qabous       |       |
| Golestan                     | 14                    | Gorgan                 | Gorgan                |       |
| Golestan                     | 14                    | Kalaleh                | Kalaleh               |       |
| Golestan                     | 14                    | Kordkouy               | Kordkuy               |       |
| Golestan                     | 14                    | Maraveh Tappeh         | Maraveh Tappeh        |       |
| Golestan                     | 14                    | Minoudacht             | Minoudacht            |       |
| Golestan                     | 14                    | Ramian                 | Ramian                |       |
| Golestan                     | 14                    | Torkaman               | Bandar Torkaman       |       |
| Hamedan                      | 10                    | Asadabad               | Asadabad              |       |
| Hamedan                      | 10                    | Bahar                  | Bahar                 |       |
| Hamedan                      | 10                    | Famenin                | Famenin               |       |
| Hamedan                      | 10                    | Hamedan                | Hamedan               |       |
| Hamedan                      | 10                    | Kaboudarahang          | Kaboudarahang         |       |
| Hamedan                      | 10                    | Malayer                | Malayer               |       |
| Hamedan                      | 10                    | Nahavand               | Nahavand              |       |
| Hamedan                      | 10                    | Qorveh-e Darjazin      | Qorveh-e Darjazin     |       |
| Hamedan                      | 10                    | Razan                  | Razan                 |       |
| Hamedan                      | 10                    | Tuyserkan              | Tuyserkan             |       |
| Hormozgan                    | 12                    | Abou Moussa            | Abou Moussa           |       |
| Hormozgan                    | 12                    | Bandar Abbas           | Bandar Abbas          |       |
| Hormozgan                    | 12                    | Bandar Lengeh          | Bandar Lengeh         |       |
| Hormozgan                    | 12                    | Bashagard              | Sardasht              |       |
| Hormozgan                    | 12                    | Bastak                 | Bastak                |       |
| Hormozgan                    | 12                    | Hajjiabad              | Hajjiabad             |       |
| Hormozgan                    | 12                    | Djask                  | Djask                 |       |
| Hormozgan                    | 12                    | Khamir                 | Bandar Khamir         |       |
| Hormozgan                    | 12                    | Minab                  | Minab                 |       |
| Hormozgan                    | 12                    | Parsian                | Parsian               |       |
| Hormozgan                    | 12                    | Qechm                  | Qechm                 |       |
| Hormozgan                    | 12                    | Roudan                 | Roudan                |       |
| Ilam                         | 11                    | Abdanan                | Abdanan               |       |
| Ilam                         | 11                    | Badreh                 | Badreh                |       |
| Ilam                         | 11                    | Chardavol              | Sarableh              |       |
| Ilam                         | 11                    | Darreh Shahr           | Darreh Shahr          |       |
| Ilam                         | 11                    | Dehloran               | Dehloran              |       |
| Ilam                         | 11                    | Eyvan                  | Eyvan                 |       |
| Ilam                         | 11                    | Holeylan               | Towhid                |       |
| Ilam                         | 11                    | Ilam                   | Ilam                  |       |
| Ilam                         | 11                    | Malekshahi             | Arkavaz               |       |
| Ilam                         | 11                    | Mehran                 | Mehran                |       |
| Ilam                         | 11                    | Sirvan                 | Loumar                |       |
| Ispahan                      | 24                    | Aran va Bidgol         | Aran o Bidgol         |       |
| Ispahan                      | 24                    | Ardestan               | Ardestan              |       |
| Ispahan                      | 24                    | Borkhar                | Dowlatabad            |       |
| Ispahan                      | 24                    | Buin va Miandasht      | Buin va Miandasht     |       |
| Ispahan                      | 24                    | Tchadegan              | Tchadegan             |       |
| Ispahan                      | 24                    | Dehaghan               | Dehaqan               |       |
| Ispahan                      | 24                    | Falavardjan            | Falavardjan           |       |
| Ispahan                      | 24                    | Faridan                | Daran                 |       |
| Ispahan                      | 24                    | Fereydounshahr         | Fereydounshahr        |       |
| Ispahan                      | 24                    | Golpayegan             | Golpayegan            |       |
| Ispahan                      | 24                    | Ispahan                | Ispahan               |       |
| Ispahan                      | 24                    | Kashan                 | Kashan                |       |
| Ispahan                      | 24                    | Khansar                | Khansar               |       |
| Ispahan                      | 24                    | Khomeynichahr          | Khomeynichahr         |       |
| Ispahan                      | 24                    | Khour-et-Biabanak      | Khour                 |       |
| Ispahan                      | 24                    | Lendjan                | Zarrine-Chahr         |       |
| Ispahan                      | 24                    | Mobarakeh              | Mobarakeh             |       |
| Ispahan                      | 24                    | Nain                   | Nain                  |       |
| Ispahan                      | 24                    | Nadjafabad             | Nadjafabad            |       |
| Ispahan                      | 24                    | Natanz                 | Natanz                |       |
| Ispahan                      | 24                    | Semirom                | Semirom               |       |
| Ispahan                      | 24                    | Chahreza               | Chahreza              |       |
| Ispahan                      | 24                    | Shahin Shahr-et-Meymeh | Shahin Shahr          |       |
| Ispahan                      | 24                    | Tiran-et-Karvan        | Tiran                 |       |
| Kerman                       | 23                    | Anar                   | Anar                  |       |
| Kerman                       | 23                    | Anbarabad              | Anbarabad             |       |
| Kerman                       | 23                    | Arzouiyeh              | Arzouiyeh             |       |
| Kerman                       | 23                    | Baft                   | Baft                  |       |
| Kerman                       | 23                    | Bam                    | Bam                   |       |
| Kerman                       | 23                    | Bardsir                | Bardsir               |       |
| Kerman                       | 23                    | Fahraj                 | Fahraj                |       |
| Kerman                       | 23                    | Faryab                 | Faryab                |       |
| Kerman                       | 23                    | Djiroft                | Djiroft               |       |
| Kerman                       | 23                    | Kahnoudj               | Kahnoudj              |       |
| Kerman                       | 23                    | Kerman                 | Kerman                |       |
| Kerman                       | 23                    | Kouhbanan              | Kouhbanan             |       |
| Kerman                       | 23                    | Manoudjan              | Manoudjan             |       |
| Kerman                       | 23                    | Narmachir              | Narmachir             |       |
| Kerman                       | 23                    | Qaleh Ganj             | Qaleh Ganj            |       |
| Kerman                       | 23                    | Rabor                  | Rabor                 |       |
| Kerman                       | 23                    | Rafsandjan             | Rafsandjan            |       |
| Kerman                       | 23                    | Ravar                  | Ravar                 |       |
| Kerman                       | 23                    | Rigan                  | Mohammadabad          |       |
| Kerman                       | 23                    | Roudbar-e Djonoubi     | Roudbar               |       |
| Kerman                       | 23                    | Shahr-e Babak          | Shahr-e Babak         |       |
| Kerman                       | 23                    | Sirdjan                | Sirdjan               |       |
| Kerman                       | 23                    | Zarand                 | Zarand                |       |
| Kermanshah                   | 14                    | Dalahu                 | Kerend-e Gharb        |       |
| Kermanshah                   | 14                    | Eslamabad-e Gharb      | Eslamabad-e Gharb     |       |
| Kermanshah                   | 14                    | Gilan-e Gharb          | Gilan-e Gharb         |       |
| Kermanshah                   | 14                    | Harsin                 | Harsin                |       |
| Kermanshah                   | 14                    | Javanrud               | Javanrud              |       |
| Kermanshah                   | 14                    | Kangavar               | Kangavar              |       |
| Kermanshah                   | 14                    | Kermanshah             | Kermanshah            |       |
| Kermanshah                   | 14                    | Paveh                  | Paveh                 |       |
| Kermanshah                   | 14                    | Qasr-e Chirin          | Qasr-e Chirin         |       |
| Kermanshah                   | 14                    | Ravansar               | Ravansar              |       |
| Kermanshah                   | 14                    | Sahneh                 | Sahneh                |       |
| Kermanshah                   | 14                    | Salas-e Babajani       | Tazehabad             |       |
| Kermanshah                   | 14                    | Sarpol-e Zahab         | Sarpol-e Zahab        |       |
| Kermanshah                   | 14                    | Sonqor                 | Sonqor                |       |
| Khouzistan                   | 26                    | Abadan                 | Abadan                |       |
| Khouzistan                   | 26                    | Aghajri                | Aghadjari             |       |
| Khouzistan                   | 26                    | Ahvaz                  | Ahvaz                 |       |
| Khouzistan                   | 26                    | Andika                 | Qaleh-ye Khvajeh      |       |
| Khouzistan                   | 26                    | Andimeshk              | Andimeshk             |       |
| Khouzistan                   | 26                    | Bagh-e Malek           | Bagh-e Malek          |       |
| Khouzistan                   | 26                    | Bavi                   | Mollasani             |       |
| Khouzistan                   | 26                    | Behbahan               | Behbahan              |       |
| Khouzistan                   | 26                    | Dasht-e Azadegan       | Susangerd             |       |
| Khouzistan                   | 26                    | Dezfoul                | Dezfoul               |       |
| Khouzistan                   | 26                    | Gotvand                | Gotvand               |       |
| Khouzistan                   | 26                    | Haftkel                | Haftkel               |       |
| Khouzistan                   | 26                    | Hendidjan              | Hendidjan             |       |
| Khouzistan                   | 26                    | Hoveyzeh               | Hoveyzeh              |       |
| Khouzistan                   | 26                    | Izeh                   | Izeh                  |       |
| Khouzistan                   | 26                    | Karoun                 | Kout-e Abdollah       |       |
| Khouzistan                   | 26                    | Khorramchahr           | Khorramchahr          |       |
| Khouzistan                   | 26                    | Lali                   | Lali                  |       |
| Khouzistan                   | 26                    | Mahchahr               | Bandar-e Mahchahr     |       |
| Khouzistan                   | 26                    | Masjed Soleyman        | Masjed Soleyman       |       |
| Khouzistan                   | 26                    | Omidiyeh               | Omidiyeh              |       |
| Khouzistan                   | 26                    | Ramhormoz              | Ramhormoz             |       |
| Khouzistan                   | 26                    | Ramshir                | Ramshir               |       |
| Khouzistan                   | 26                    | Shadegan               | Shadegan              |       |
| Khouzistan                   | 26                    | Chouch                 | Chouch                |       |
| Khouzistan                   | 26                    | Chouchtar              | Chouchtar             |       |
| Khorassan du Nord            | 8                     | Bodjnourd              | Bodjnourd             |       |
| Khorassan du Nord            | 8                     | Esfarayen              | Esfarayen             |       |
| Khorassan du Nord            | 8                     | Faroudj                | Faroudj               |       |
| Khorassan du Nord            | 8                     | Garmeh                 | Garmeh                |       |
| Khorassan du Nord            | 8                     | Djadjarm               | Djadjarm              |       |
| Khorassan du Nord            | 8                     | Maneh-et-Samalghan     | Ashkhaneh             |       |
| Khorassan du Nord            | 8                     | Raz-et-Djargalan       | Raz                   |       |
| Khorassan du Nord            | 8                     | Chirvan                | Chirvan               |       |
| Khorassan-e Razavi           | 32                    | Badjestan              | Badjestan             |       |
| Khorassan-e Razavi           | 32                    | Bakharz                | Bakharz               |       |
| Khorassan-e Razavi           | 32                    | Bardaskan              | Bardaskan             |       |
| Khorassan-e Razavi           | 32                    | Tchenaran              | Tchenaran             |       |
| Khorassan-e Razavi           | 32                    | Dargaz                 | Dargaz                |       |
| Khorassan-e Razavi           | 32                    | Davarzan               | Davarzan              |       |
| Khorassan-e Razavi           | 32                    | Fariman                | Fariman               |       |
| Khorassan-e Razavi           | 32                    | Firouzeh               | Firouzeh              |       |
| Khorassan-e Razavi           | 32                    | Gonabad                | Gonabad               |       |
| Khorassan-e Razavi           | 32                    | Djoghatai              | Djoghatai             |       |
| Khorassan-e Razavi           | 32                    | Djoveyn                | Neqab                 |       |
| Khorassan-e Razavi           | 32                    | Kalat                  | Kalat                 |       |
| Khorassan-e Razavi           | 32                    | Kachmar                | Kachmar               |       |
| Khorassan-e Razavi           | 32                    | Khaf                   | Khaf                  |       |
| Khorassan-e Razavi           | 32                    | Khalilabad             | Khalilabad            |       |
| Khorassan-e Razavi           | 32                    | Khoshab                | Soltanabad            |       |
| Khorassan-e Razavi           | 32                    | Kouhsorkh              | Rivach                |       |
| Khorassan-e Razavi           | 32                    | Mahvelat               | Feyzabad              |       |
| Khorassan-e Razavi           | 32                    | Mechhed                | Mechhed               |       |
| Khorassan-e Razavi           | 32                    | Nichapour              | Nichapour             |       |
| Khorassan-e Razavi           | 32                    | Ghoutchan              | Ghoutchan             |       |
| Khorassan-e Razavi           | 32                    | Rachtkhvar             | Rachtkhvar            |       |
| Khorassan-e Razavi           | 32                    | Sabzevar               | Sabzevar              |       |
| Khorassan-e Razavi           | 32                    | Salehabad              | Salehabad             |       |
| Khorassan-e Razavi           | 32                    | Sarakhs                | Sarakhs               |       |
| Khorassan-e Razavi           | 32                    | Chechtamad             | Chechtamad            |       |
| Khorassan-e Razavi           | 32                    | Taybad                 | Taybad                |       |
| Khorassan-e Razavi           | 32                    | Torbat-e Heydarieh     | Torbat-e Heydarieh    |       |
| Khorassan-e Razavi           | 32                    | Torbat-e Djam          | Torbat-e Djam         |       |
| Khorassan-e Razavi           | 32                    | Torghabeh-et-Chandiz   | Torghabeh             |       |
| Khorassan-e Razavi           | 32                    | Zaveh                  | Dowlatabad            |       |
| Khorassan-e Razavi           | 32                    | Zeberkhan              | Qadamgah              |       |
| Khorassan du Sud             | 11                    | Birdjand               | Birdjand              |       |
| Khorassan du Sud             | 11                    | Bochrouyeh             | Bochrouyeh            |       |
| Khorassan du Sud             | 11                    | Darmian                | Assadiyeh             |       |
| Khorassan du Sud             | 11                    | Ferdows                | Ferdows               |       |
| Khorassan du Sud             | 11                    | Khousf                 | Khousf                |       |
| Khorassan du Sud             | 11                    | Nehbandan              | Nehbandan             |       |
| Khorassan du Sud             | 11                    | Ghayen                 | Ghayen                |       |
| Khorassan du Sud             | 11                    | Sarayan                | Sarayan               |       |
| Khorassan du Sud             | 11                    | Sarbicheh              | Sarbicheh             |       |
| Khorassan du Sud             | 11                    | Tabas                  | Tabas                 |       |
| Khorassan du Sud             | 11                    | Zirkouh                | Hajjiabad             |       |
| Kohguilouyeh-et-Bouyer-Ahmad | 9                     | Bahmai                 | Likak                 |       |
| Kohguilouyeh-et-Bouyer-Ahmad | 9                     | Basht                  | Basht                 |       |
| Kohguilouyeh-et-Bouyer-Ahmad | 9                     | Bouyer-Ahmad           | Yassoudj              |       |
| Kohguilouyeh-et-Bouyer-Ahmad | 9                     | Dana                   | Sisakht               |       |
| Kohguilouyeh-et-Bouyer-Ahmad | 9                     | Gatchsaran             | Dogonbadan            |       |
| Kohguilouyeh-et-Bouyer-Ahmad | 9                     | Kohguilouyeh           | Dehdasht              |       |
| Kohguilouyeh-et-Bouyer-Ahmad | 9                     | Landeh                 | Landeh                |       |
| Kohguilouyeh-et-Bouyer-Ahmad | 9                     | Margown                | Margown               |       |
| Kohguilouyeh-et-Bouyer-Ahmad | 9                     | Tcharam                | Tcharam               |       |
| Kurdistan                    | 10                    | Baneh                  | Baneh                 |       |
| Kurdistan                    | 10                    | Bidjar                 | Bidjar                |       |
| Kurdistan                    | 10                    | Dehgolan               | Dehgolan              |       |
| Kurdistan                    | 10                    | Divandarreh            | Divandarreh           |       |
| Kurdistan                    | 10                    | Kamyaran               | Kamyaran              |       |
| Kurdistan                    | 10                    | Marivan                | Marivan               |       |
| Kurdistan                    | 10                    | Qorveh                 | Qorveh                |       |
| Kurdistan                    | 10                    | Sanandaj               | Sanandaj              |       |
| Kurdistan                    | 10                    | Saqqez                 | Saqqez                |       |
| Kurdistan                    | 10                    | Sarvabad               | Sarvabad              |       |
| Lorestan                     | 10                    | Aligoudarz             | Aligoudarz            |       |
| Lorestan                     | 10                    | Azna                   | Azna                  |       |
| Lorestan                     | 10                    | Boroudjerd             | Boroudjerd            |       |
| Lorestan                     | 10                    | Delfan                 | Nourabad              |       |
| Lorestan                     | 10                    | Dorud                  | Doroud                |       |
| Lorestan                     | 10                    | Dowreh                 | Sarab-e Dowreh        |       |
| Lorestan                     | 10                    | Khorramabad            | Khorramabad           |       |
| Lorestan                     | 10                    | Kouhdacht              | Kouhdacht             |       |
| Lorestan                     | 10                    | Pol-e Dokhtar          | Pol-e Dokhtar         |       |
| Lorestan                     | 10                    | Selseleh               | Tchaghabol            |       |
| Markazi                      | 12                    | Arak                   | Arak                  |       |
| Markazi                      | 12                    | Ashtian                | Ashtian               |       |
| Markazi                      | 12                    | Delijan                | Delijan               |       |
| Markazi                      | 12                    | Farahan                | Farmahin              |       |
| Markazi                      | 12                    | Khomeyn                | Khomein               |       |
| Markazi                      | 12                    | Khondab                | Khondab               |       |
| Markazi                      | 12                    | Komijan                | Komijan               |       |
| Markazi                      | 12                    | Mahallat               | Mahallat              |       |
| Markazi                      | 12                    | Saveh                  | Saveh                 |       |
| Markazi                      | 12                    | Shazand                | Shazand               |       |
| Markazi                      | 12                    | Tafresh                | Tafresh               |       |
| Markazi                      | 12                    | Zarandieh              | Mamuniyeh             |       |
| Mazandéran                   | 21                    | Abbasabad              | Abbasabad             |       |
| Mazandéran                   | 21                    | Amol                   | Amol                  |       |
| Mazandéran                   | 21                    | Babol                  | Babol                 |       |
| Mazandéran                   | 21                    | Babolsar               | Babolsar              |       |
| Mazandéran                   | 21                    | Behchahr               | Behchahr              |       |
| Mazandéran                   | 21                    | Fereydounkenar         | Fereydounkenar        |       |
| Mazandéran                   | 21                    | Galougah               | Galougah              |       |
| Mazandéran                   | 21                    | Djouybar               | Djouybar              |       |
| Mazandéran                   | 21                    | Mahmudabad             | Mahmoudabad           |       |
| Mazandéran                   | 21                    | Miandoroud             | Sourak                |       |
| Mazandéran                   | 21                    | Neka                   | Neka                  |       |
| Mazandéran                   | 21                    | Savadkouh du Nord      | Chirgah               |       |
| Mazandéran                   | 21                    | Nowchahr               | Nowchahr              |       |
| Mazandéran                   | 21                    | Nour                   | Nur                   |       |
| Mazandéran                   | 21                    | Qaem Shahr             | Qaem Shahr            |       |
| Mazandéran                   | 21                    | Ramsar                 | Ramsar                |       |
| Mazandéran                   | 21                    | Sari                   | Sari                  |       |
| Mazandéran                   | 21                    | Savadkuh               | Pol-e Sefid           |       |
| Mazandéran                   | 21                    | Simorgh                | Kiakola               |       |
| Mazandéran                   | 21                    | Tchalous               | Tchalous              |       |
| Mazandéran                   | 21                    | Tonekabon              | Tonekabon             |       |
| Qazvin                       | 6                     | Abyek                  | Abyek                 |       |
| Qazvin                       | 6                     | Alborz                 | Alvand                |       |
| Qazvin                       | 6                     | Avadj                  | Avadj                 |       |
| Qazvin                       | 6                     | Buin Zahra             | Buin Zahra            |       |
| Qazvin                       | 6                     | Qazvin                 | Qazvin                |       |
| Qazvin                       | 6                     | Takestan               | Takestan              |       |
| Qom                          | 1                     | Qom                    | Qom                   |       |
| Semnan                       | 8                     | Aradan                 | Aradan                |       |
| Semnan                       | 8                     | Damghan                | Damghan               |       |
| Semnan                       | 8                     | Garmsar                | Garmsar               |       |
| Semnan                       | 8                     | Mehdichahr             | Mehdichahr            |       |
| Semnan                       | 8                     | Meyami                 | Meyami                |       |
| Semnan                       | 8                     | Semnan                 | Semnan                |       |
| Semnan                       | 8                     | Shahrud                | Shahroud              |       |
| Semnan                       | 8                     | Sorkheh                | Sorkheh               |       |
| Sistan-et-Baloutchistan      | 21                    | Bampur                 | Bampur                |       |
| Sistan-et-Baloutchistan      | 21                    | Dalgan                 | Galmourti             |       |
| Sistan-et-Baloutchistan      | 21                    | Dachtiari (en)         | Négour                |       |
| Sistan-et-Baloutchistan      | 21                    | Fanoudj                | Fanoudj               |       |
| Sistan-et-Baloutchistan      | 21                    | Hamoun                 | Mohammadabad          |       |
| Sistan-et-Baloutchistan      | 21                    | Hirmand                | Dust Mohammad         |       |
| Sistan-et-Baloutchistan      | 21                    | Iranchahr              | Iranchahr             |       |
| Sistan-et-Baloutchistan      | 21                    | Khach                  | Khach                 |       |
| Sistan-et-Baloutchistan      | 21                    | Konarak                | Konarak               |       |
| Sistan-et-Baloutchistan      | 21                    | Mehrestan              | Zaboli                |       |
| Sistan-et-Baloutchistan      | 21                    | Mirdjaveh              | Mirdjaveh             |       |
| Sistan-et-Baloutchistan      | 21                    | Nik Chahr              | Nik Chahr             |       |
| Sistan-et-Baloutchistan      | 21                    | Nimrouz                | Adimi                 |       |
| Sistan-et-Baloutchistan      | 21                    | Qasr-e Qand            | Qasr-e Qand           |       |
| Sistan-et-Baloutchistan      | 21                    | Saravan                | Saravan               |       |
| Sistan-et-Baloutchistan      | 21                    | Sarbaz                 | Rask                  |       |
| Sistan-et-Baloutchistan      | 21                    | Sib-et-Souran          | Souran                |       |
| Sistan-et-Baloutchistan      | 21                    | Tchabahar              | Tchabahar             |       |
| Sistan-et-Baloutchistan      | 21                    | Zabol                  | Zabol                 |       |
| Sistan-et-Baloutchistan      | 21                    | Zahedan                | Zahedan               |       |
| Sistan-et-Baloutchistan      | 21                    | Zehak                  | Zehak                 |       |
| Tchaharmahal-et-Bakhtiari    | 11                    | Ardal                  | Ardal                 |       |
| Tchaharmahal-et-Bakhtiari    | 11                    | Ben                    | Ben                   |       |
| Tchaharmahal-et-Bakhtiari    | 11                    | Boroudjen              | Boroudjen             |       |
| Tchaharmahal-et-Bakhtiari    | 11                    | Falard                 | Mal-e Khalifeh        |       |
| Tchaharmahal-et-Bakhtiari    | 11                    | Farsan                 | Farsan                |       |
| Tchaharmahal-et-Bakhtiari    | 11                    | Khanmirza              | Aluni                 |       |
| Tchaharmahal-et-Bakhtiari    | 11                    | Kiar                   | Shalamzar             |       |
| Tchaharmahal-et-Bakhtiari    | 11                    | Kouhrang               | Chelgerd              |       |
| Tchaharmahal-et-Bakhtiari    | 11                    | Lordegan               | Lordegan              |       |
| Tchaharmahal-et-Bakhtiari    | 11                    | Saman                  | Saman                 |       |
| Tchaharmahal-et-Bakhtiari    | 11                    | Shahrekord             | Shahrekord            |       |
| Téhéran                      | 16                    | Baharistan             | Nassimchahr           |       |
| Téhéran                      | 16                    | Chahriar               | Chahriar              |       |
| Téhéran                      | 16                    | Chemiranat             | Chemiran              |       |
| Téhéran                      | 16                    | Damavand               | Damavand              |       |
| Téhéran                      | 16                    | Eslamchahr             | Eslamchahr            |       |
| Téhéran                      | 16                    | Firouzkouh             | Firouzkouh            |       |
| Téhéran                      | 16                    | Malard                 | Malard                |       |
| Téhéran                      | 16                    | Pakdacht               | Pakdacht              |       |
| Téhéran                      | 16                    | Pardis                 | Pardis                |       |
| Téhéran                      | 16                    | Pishva                 | Pishva                |       |
| Téhéran                      | 16                    | Qarchak                | Qarchak               |       |
| Téhéran                      | 16                    | Qods                   | Qods                  |       |
| Téhéran                      | 16                    | Ray                    | Ray                   |       |
| Téhéran                      | 16                    | Robat Karim            | Robat Karim           |       |
| Téhéran                      | 16                    | Téhéran                | Téhéran               |       |
| Téhéran                      | 16                    | Varamin                | Varamin               |       |
| Yazd                         | 10                    | Abarkuh                | Abarkuh               |       |
| Yazd                         | 10                    | Ardakan                | Ardakan               |       |
| Yazd                         | 10                    | Ashkezar               | Ashkezar              |       |
| Yazd                         | 10                    | Bafq                   | Bafq                  |       |
| Yazd                         | 10                    | Behabad                | Behabad               |       |
| Yazd                         | 10                    | Khatam                 | Herat                 |       |
| Yazd                         | 10                    | Mehriz                 | Mehriz                |       |
| Yazd                         | 10                    | Meybod                 | Meybod                |       |
| Yazd                         | 10                    | Taft                   | Taft                  |       |
| Yazd                         | 10                    | Yazd                   | Yazd                  |       |
| Zandjan                      | 8                     | Abhar                  | Abhar                 |       |
| Zandjan                      | 8                     | Idjroud                | Zarrinabad            |       |
| Zandjan                      | 8                     | Khodabandeh            | Qeydar                |       |
| Zandjan                      | 8                     | Khorramdarreh          | Khorramdarreh         |       |
| Zandjan                      | 8                     | Mahneshan              | Mah Neshan            |       |
| Zandjan                      | 8                     | Soltaniyeh             | Soltaniyeh            |       |
| Zandjan                      | 8                     | Tarom                  | Ab Bar                |       |
| Zandjan                      | 8                     | Zandjan                | Zandjan               |       |